# Hongkong-Kumquat
Die Hongkong-Kumquat (Fortunella hindsii) wird auch Mini-Kumquat genannt und ist eine Kumquatpflanzen-Art in der Familie der Rautengewächse (Rutaceae).

## Beschreibung
Der Strauch oder kleine dornige Baum hat feste, ledrige, glänzend grüne Blätter mit kurzem, ungeflügeltem Stiel. Die Blüten sitzen zu mehreren in den Blattachseln der einjährigen Triebe. Sie sind klein weiß und duften.
Die Früchte sind erbsen- bis kirschgroß und die kleinsten Früchte der Gattung. Sie enthalten drei bis vier Fruchtfächer und bis zu drei Samen. Die Früchte sind in der Reife sehr dekorativ, leuchtend orange und haben eine weiche Schale. Wahrscheinlich werden die Samen von Singvögeln verbreitet.

## Verbreitung
Die Hongkong-Kumquat stammt aus Südostasien. Wildvorkommen sind aus Hongkong und den angrenzenden Hügel- und Gebirgsregionen in der chinesischen Provinz Guangdong bekannt.

## Nutzung
Die kleinen Früchte gelten als bedingt genießbar, sind jedoch nicht selten sehr sauer oder bitter. Die Pflanze wird von Liebhabern als Kübelpflanze gepflegt und eignet sich sehr gut zur Erziehung von dekorativen Bonsais. Da Hongkong-Kumquats sehr früh zu fruchten beginnen und überaus produktiv sind, wurden sie auch schon zur Erzeugung von Citrus-Hybriden eingesetzt, um Pflanzen mit diesen erwünschten Eigenschaften zu erhalten. Bekannte Hybriden:
- Procimequat (Citrus aurantifolia x Fortunella) × Fortunella hindsii